# Metro de Bangkok
El Metro de Bangkok (en idioma tailandés: รถไฟฟ้ามหานคร) es la red de ferrocarril metropolitano subterráneo de la capital de Tailandia, oficialmente llamada Mass Rapid Transit (MRT), que consta de cuatro líneas operativas y en 2025 tenía una más en construcción y otras en proyecto.
En 2004 Bangkok tuvo el primer sistema de subterráneos del país, al inaugurarse la línea entre la estación Hua Lamphong (que permite la conexión con la estación ferroviaria Hua Lamphong) con el distrito Bang Sue, en 20 kilómetros de trazado subterráneo con 18 estaciones. Luego se extendió el trazado de la línea original y se añadieron otras tres líneas.
Las 4 líneas son operadas por la compañía estatal Mass Rapid Transit Authority of Thailand (MRTA), bajo la órbita del Ministerio de Transporte de Tailandia. MRTA firmó en 2017 una concesión con las empresas Northern Bangkok Monorail Company Limited y Eastern Bangkok Monorail Company Limited (subsidiarias de BTS Group Holdings Public Company Limited) para construir y operar las líneas Amarilla y Rosa.
Se complementa con la red de ferrocarril suburbano y el tren interurbano, y también ofrece conexiones con el Metro Aéreo de Bangkok (Skytrain, BTS), el sistema de lanchas colectivas Chao Phraya Express Boat, las lanchas colectivas de los canales (khlong boats) y el metro aéreo Airport Rail Link (enlace ferroviario al aeropuerto Suvarnabhumi).

## Historia
En 1971 un grupo de expertos del gobierno de Alemania colaboró con un plan maestro para el tráfico y transporte de Bangkok. En noviembre de 1972 se decidió la construcción de una "Expressway" mediante el organismo gubernamental Expressway Authority of Thailand, que luego se convertiría en Expressway and Rapid Transit Authority of Thailand. Pero recién en 1992 se anunció el proyecto Mass Rapid Transit (MRT) para cubrir el área metropolitana de Bangkok. Ya con la construcción en marcha de la Línea Azul (que sufrió múltiples retrasos por la crisis económica de 1997 y la dificultad por las condiciones del suelo), en diciembre de 2000 se estableció la Mass Rapid Transit Authority of Thailand (MRTA), que en 2002 fue transferida al Ministerio de Transporte.
La primera concesión fue adjudicada por 25 años a la empresa privada Bangkok Expressway and Metro Public Company Limited (BEM). La Línea Azul, llamada oficialmente Chaloem Ratchamongkhon (สายเฉลิมรัชมงคล, Celebración del Auspicio Real), se inauguró en julio de 2004, y en un año tuvo 154.360 pasajeros diarios (muy por debajo de las previsiones de más de 400.000). Mostró un crecimiento sostenido anual hasta llegar a 324.706 pasajeros en 2019, pero luego se interrumpió por las restricciones impuestas con la pandemia de COVID-19. En abril de 2020 se inauguró la extensión de 19 nuevas estaciones y 28 kilómetros de vías, formando un anillo y extendiéndose más allá del río Chao Phraya, en el distrito de Thon Buri.
La Línea Púrpura (oficialmente Chalong Ratchadham, en tailandés สายฉลองรัชธรรม) se inauguró en agosto de 2016, al año siguiente tuvo 26.073 pasajeros diarios y en 2019 llegó a 53.416, tras la apertura de la conexión con la Línea Azul en la estación Tao Poon y antes de la pandemia de COVID-19.
La empresa Eastern Bangkok Monorail Co., Ltd. (EBM) comenzó los trabajos de construcción de la Línea Amarilla en junio de 2018, y el servicio se inauguró el 3 de junio de 2023.
La empresa Northern Bangkok Monorail Co., Ltd. (NBM) se hizo cargo de la concesión de la Línea Rosa, que también comenzó los trabajos en junio de 2018 y se abrió al público en diciembre de 2023.

## Líneas
El Metro de Bangkok cuenta en 2025 con cuatro líneas operativas y otra en construcción:
| Línea | Línea | Nombre                              | Terminales                         | Apertura | Longitud          | Estaciones |
| ----- | ----- | ----------------------------------- | ---------------------------------- | -------- | ----------------- | ---------- |
|       |       | Línea Azul - Chaloem Ratchamongkhon | Lak Song ↔ Tha Phra                | 2004     | 48 km (29,8 mi)   | 38         |
|       |       | Línea Púrpura - Chalong Ratchadham  | Khlong Bang Phai ↔ Tao Poon        | 2016     | 23 km (14,3 mi)   | 16         |
|       |       | Línea Amarilla                      | Lat Phrao ↔ Samrong                | 2023     | 30,4 km (18,9 mi) | 23         |
|       |       | Línea Rosa                          | Nonthaburi Civic Center ↔ Min Buri | 2023     | 34,5 km (21,4 mi) | 30         |

| Línea | Línea | Nombre        | Terminales                    | Apertura prevista | Longitud          | Estaciones |
| ----- | ----- | ------------- | ----------------------------- | ----------------- | ----------------- | ---------- |
|       |       | Línea Naranja | Bang Khun Non ↔ Yaek Rom Klao | 2024              | 35,9 km (22,3 mi) | 29         |

### Línea Azul
La Línea Azul, llamada oficialmente Chaloem Ratchamongkhon (สายเฉลิมรัชมงคล), tiene 38 estaciones y un diseño de anillo con la estación Tha Phra como nodo central, desde donde también hay una extensión que cruza el río Chao Phraya hacia el margen derecho (oeste) con Lak Song como estación terminal. Sirve exclusivamente a la ciudad de Bangkok.

| Código | Estación                                 | Nombre oficial         | Conexiones                     | Distrito       |
| ------ | ---------------------------------------- | ---------------------- | ------------------------------ | -------------- |
| BL01   | Tha Phra                                 | ท่าพระ                  | MRT Azul                       | Bangkok Yai    |
| BL02   | Charan 13                                | จรัญฯ 13                |                                | Bangkok Yai    |
| BL03   | Fai Chai                                 | ไฟฉาย                  |                                | Bangkok Noi    |
| BL04   | Bang Khun Non                            | บางขุนนนท์               | Charansanitwong                | Bangkok Noi    |
| BL05   | Bang Yi Khan                             | บางยี่ขัน                 |                                | Bang Phlat     |
| BL06   | Sirindhorn                               | สิรินธร                  |                                | Bang Phlat     |
| BL07   | Bang Phlat                               | บางพลัด                 |                                | Bang Phlat     |
| BL08   | Bang O                                   | บางอ้อ                  |                                | Bang Phlat     |
| BL09   | Bang Pho                                 | บางโพ                  | Chao Phraya Express            | Bang Sue       |
| BL10   | Tao Poon                                 | เตาปูน                  | MRT Púrpura                    | Bang Sue       |
| BL11   | Bang Sue                                 | บางซื่อ                  | Krung Thep Aphiwat             | Bang Sue       |
| BL12   | Kamphaeng Phet                           | กำแพงเพชร              |                                | Chatuchak      |
| BL13   | Chatuchak Park                           | สวนจตุจักร               | BTS Sukhumvit                  | Chatuchak      |
| BL14   | Phahon Yothin                            | พหลโยธิน                | BTS Sukhumvit                  | Chatuchak      |
| BL15   | Lat Phrao                                | ลาดพร้าว                | MRT Amarilla                   | Chatuchak      |
| BL16   | Ratchadaphisek                           | รัชดาภิเษก               |                                | Din Daeng      |
| BL17   | Sutthisan                                | สุทธิสาร                 |                                | Din Daeng      |
| BL18   | Huai Khwang                              | ห้วยขวาง                |                                | Din Daeng      |
| BL19   | Thailand Cultural Centre                 | ศูนย์วัฒนธรรมแห่งประเทศไทย |                                | Din Daeng      |
| BL20   | Phra Ram 9                               | พระราม 9               |                                | Huai Khwang    |
| BL21   | Phetchaburi                              | เพชรบุรี                 | Airport Rail Link Asok         | Huai Khwang    |
| BL22   | Sukhumvit                                | สุขุมวิท                  | BTS Sukhumvit                  | Thawi Watthana |
| BL23   | Queen Sirikit National Convention Centre | ศูนย์การประชุมแห่งชาติสิริกิติ์  |                                | Khlong Toei    |
| BL24   | Khlong Toei                              | คลองเตย                |                                | Khlong Toei    |
| BL25   | Lumphini                                 | ลุมพินี                   |                                | Sathon         |
| BL26   | Si Lom                                   | สีลม                    | BTS Silom                      | Pathum Wan     |
| BL27   | Sam Yan                                  | สามย่าน                 |                                | Pathum Wan     |
| BL28   | Hua Lamphong                             | หัวลำโพง                | Hua Lamphong                   | Pathum Wan     |
| BL29   | Wat Mangkon                              | วัดมังกร                 |                                | Samphanthawong |
| BL30   | Sam Yot                                  | สามยอด                 |                                | Phra Nakhon    |
| BL31   | Sanam Chai                               | สนามไชย                | Chao Phraya Express            | Khlong San     |
| BL32   | Itsaraphap                               | อิสรภาพ                 |                                | Bangkok Yai    |
| BL01   | Tha Phra                                 | ท่าพระ                  | MRT Azul                       | Bangkok Yai    |
| BL33   | Bang Phai                                | บางไผ่                  |                                | Phasi Charoen  |
| BL34   | Bang Wa                                  | บางหว้า                 | BTS Silom Khlong Phasi Charoen | Phasi Charoen  |
| BL35   | Phetkasem 48                             | เพชรเกษม 48            |                                | Phasi Charoen  |
| BL36   | Phasi Charoen                            | ภาษีเจริญ                |                                | Phasi Charoen  |
| BL37   | Bang Khae                                | บางแค                  |                                | Bang Khae      |
| BL38   | Lak Song                                 | หลักสอง                 |                                | Bang Khae      |

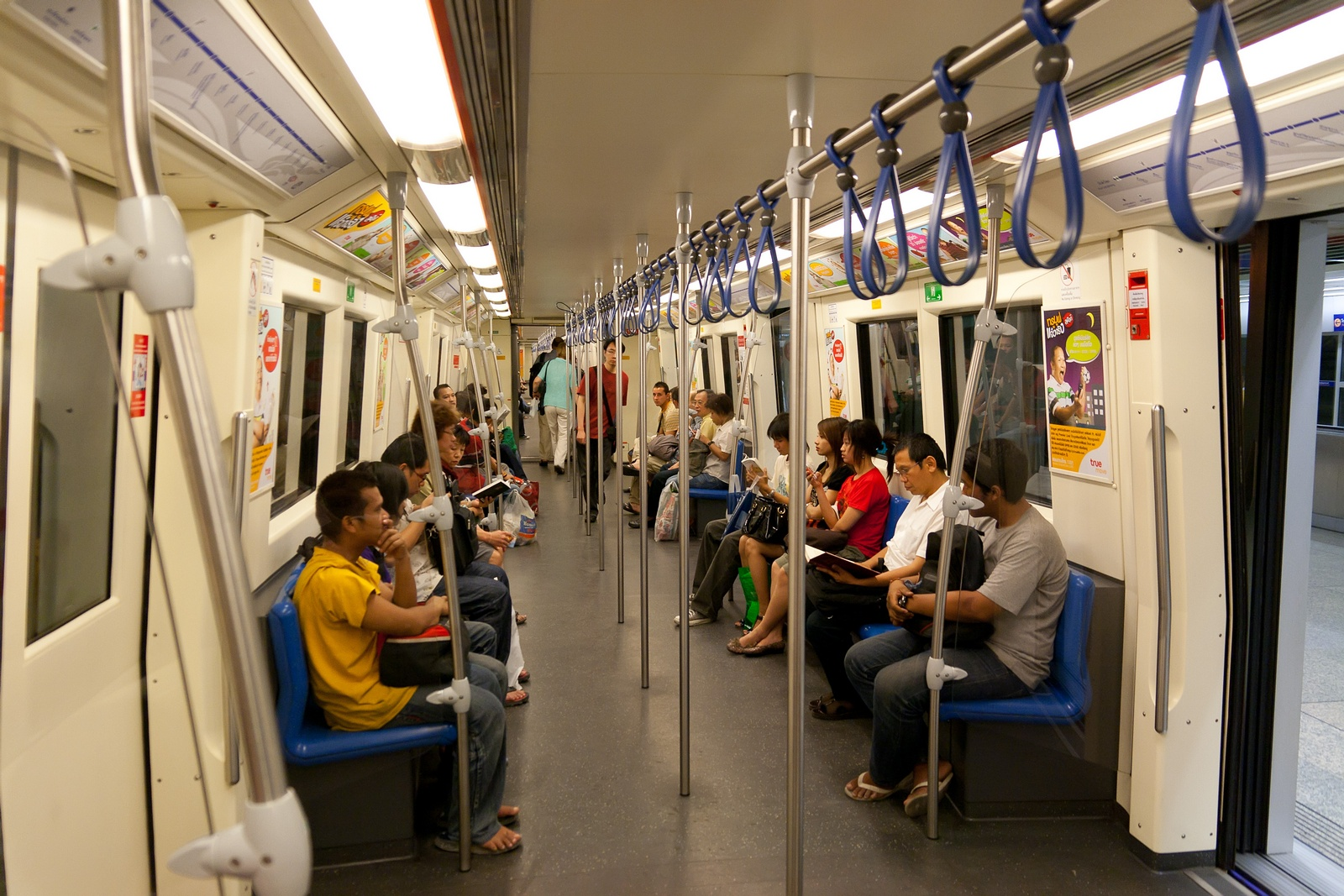
Interior de un coche de la Línea Azul.
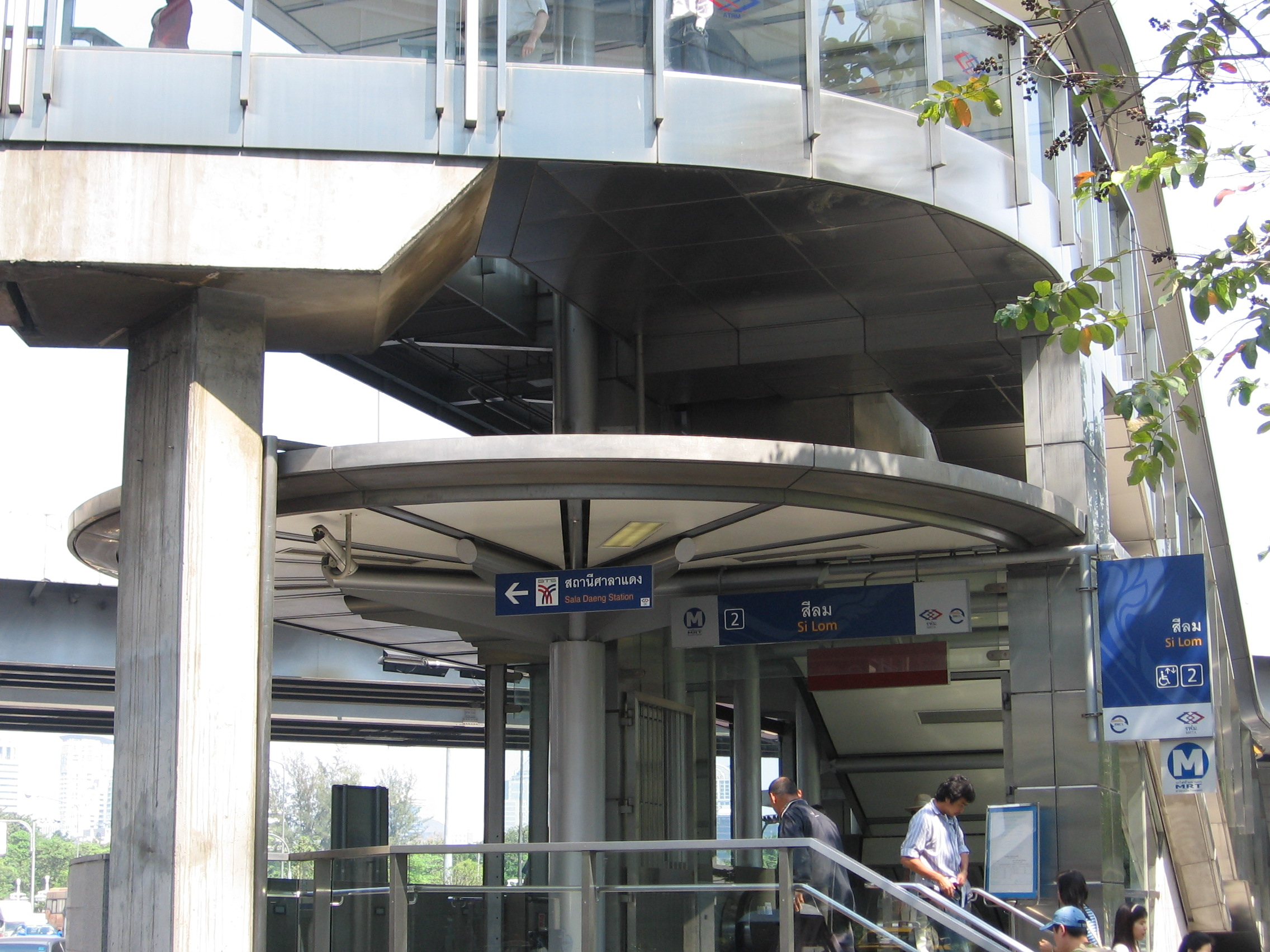
Conexión en la estación Silom entre el Metro y el Skytrain.
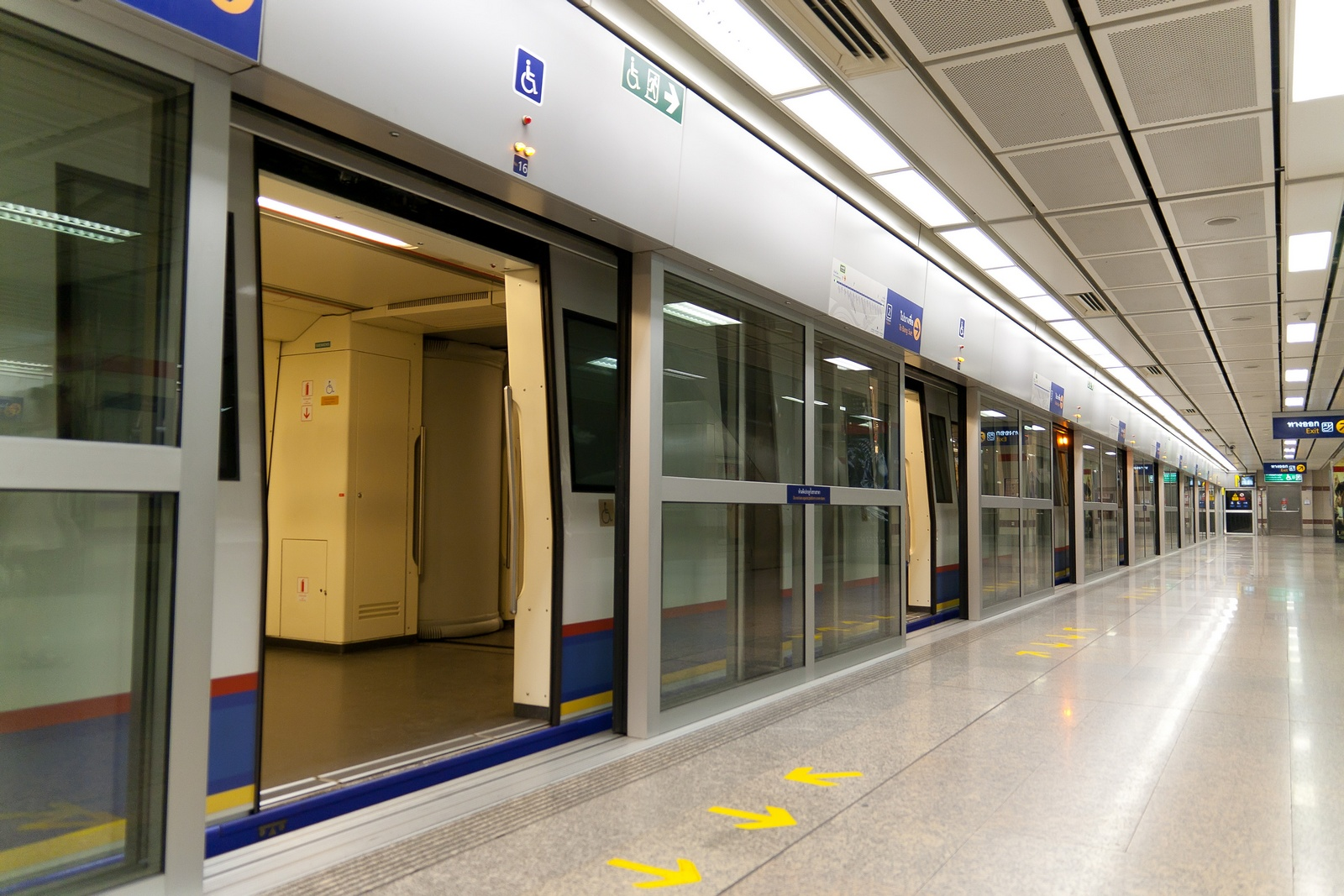
Estación Hua Lamphong.
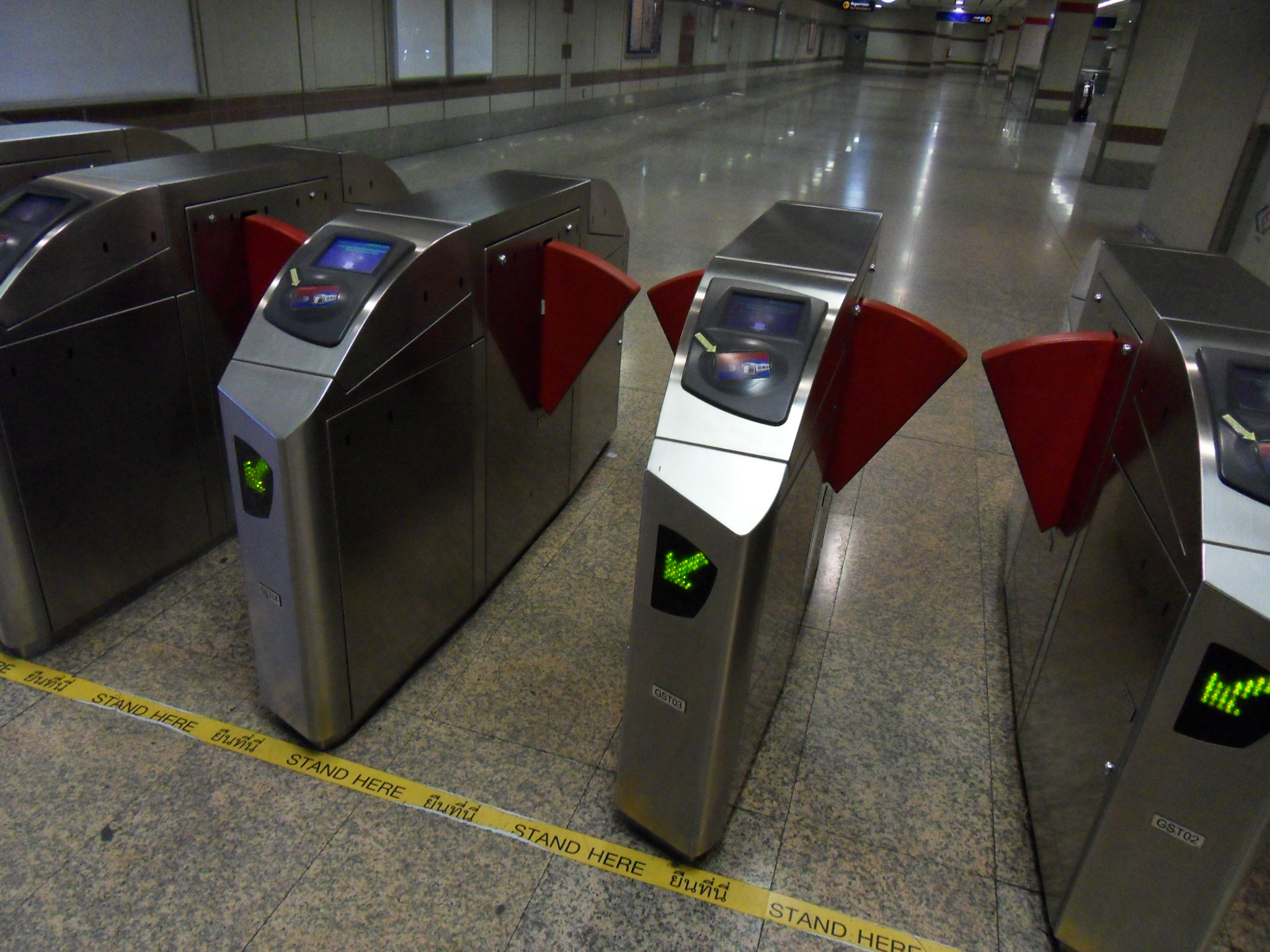
Torniquetes de acceso a la red.
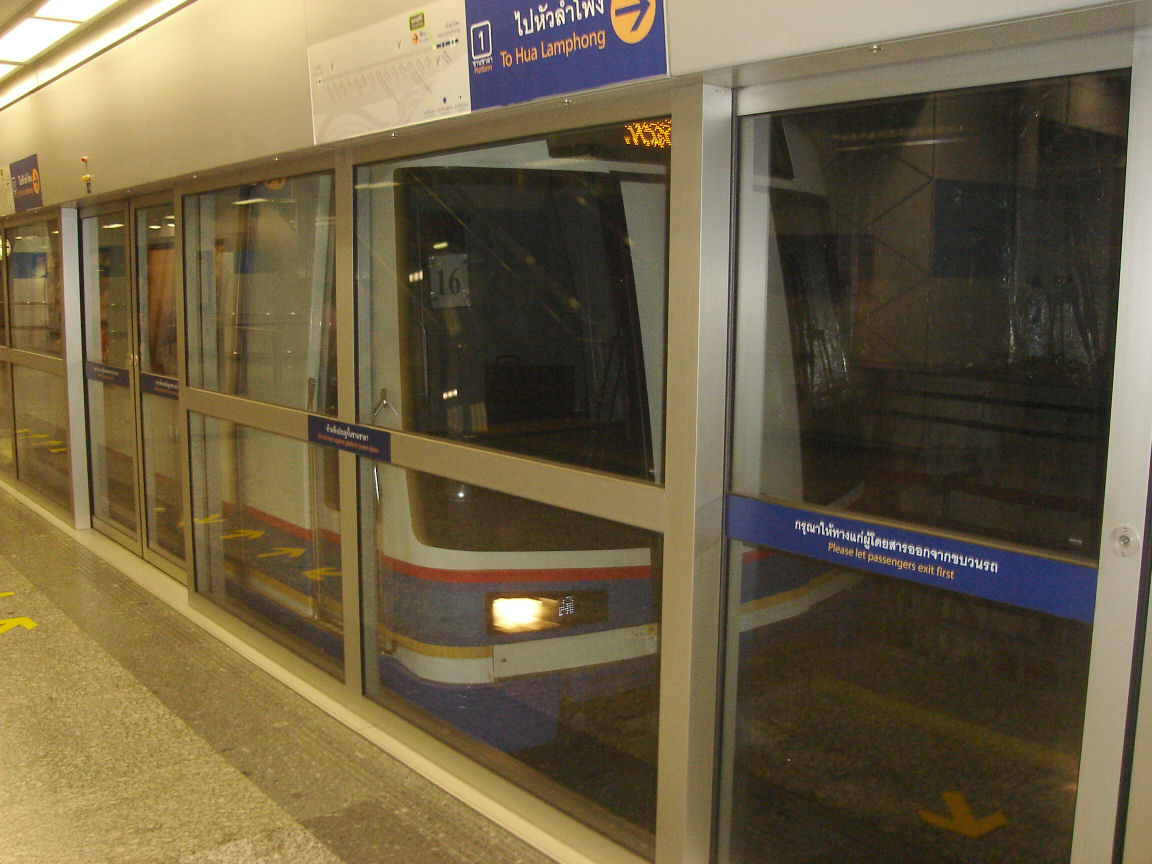
Andén de la estación Silom.

### Línea Púrpura
La Línea Púrpura, llamada oficialmente Chalong Ratchadham (en tailandés: สายฉลองรัชธรรม), tiene 16 estaciones en la provincia de Nonthaburi y la ciudad de Bangkok, y conecta con la Línea Rosa en la estación Nonthaburi Civic Center y con la Línea Azul en Tao Poon. Está proyectado que se extienda para conectar nuevamente con la Línea Azul en la estación Sam Yiot y continuar hacia el sur para hacer un total de 22 kilómetros nuevos de vías y 17 nuevas estaciones.

| Código | Estación                  | Nombre oficial  | Conexiones          | Distrito          | Provincia  |
| ------ | ------------------------- | --------------- | ------------------- | ----------------- | ---------- |
| PP01   | Khlong Bang Phai          | คลองบางไผ่       |                     | Bang Bua Thong    | Nonthaburi |
| PP02   | Talad Bang Yai            | ตลาดบางใหญ่      |                     | Bang Bua Thong    | Nonthaburi |
| PP03   | Sam Yaek Bang Yai         | สามแยกบางใหญ่    |                     | Bang Bua Thong    | Nonthaburi |
| PP04   | Bang Phlu                 | บางพลู           |                     | Bang Bua Thong    | Nonthaburi |
| PP05   | Bang Rak Yai              | บางรักใหญ่        |                     | Bang Bua Thong    | Nonthaburi |
| PP06   | Bang Rak Noi Tha It       | บางรักน้อย-ท่าอิฐ   |                     | Mueang Nonthaburi | Nonthaburi |
| PP07   | Sai Ma                    | ไทรม้า           |                     | Mueang Nonthaburi | Nonthaburi |
| PP08   | Phra Nang Klao Bridge     | สะพานพระนั่งเกล้า  | Chao Phraya Express | Mueang Nonthaburi | Nonthaburi |
| PP09   | Yaek Nonthaburi 1         | แยกนนทบุรี 1      |                     | Mueang Nonthaburi | Nonthaburi |
| PP10   | Bang Krasor               | บางกระสอ        |                     | Mueang Nonthaburi | Nonthaburi |
| PP11   | Nonthaburi Civic Center   | ศูนย์ราชการนนทบุรี  | MRT Rosa            | Mueang Nonthaburi | Nonthaburi |
| PP12   | Ministry of Public Health | กระทรวงสาธารณสุข |                     | Mueang Nonthaburi | Nonthaburi |
| PP13   | Yaek Tiwanon              | แยกติวานนท์       |                     | Mueang Nonthaburi | Nonthaburi |
| PP14   | Wong Sawang               | วงศ์สว่าง         |                     | Bang Sue          | Bangkok    |
| PP15   | Bang Son                  | บางซ่อน          | Bang Son            | Bang Sue          | Bangkok    |
| PP16   | Tao Poon                  | เตาปูน           | MRT Azul            | Bang Sue          | Bangkok    |

### Línea Amarilla

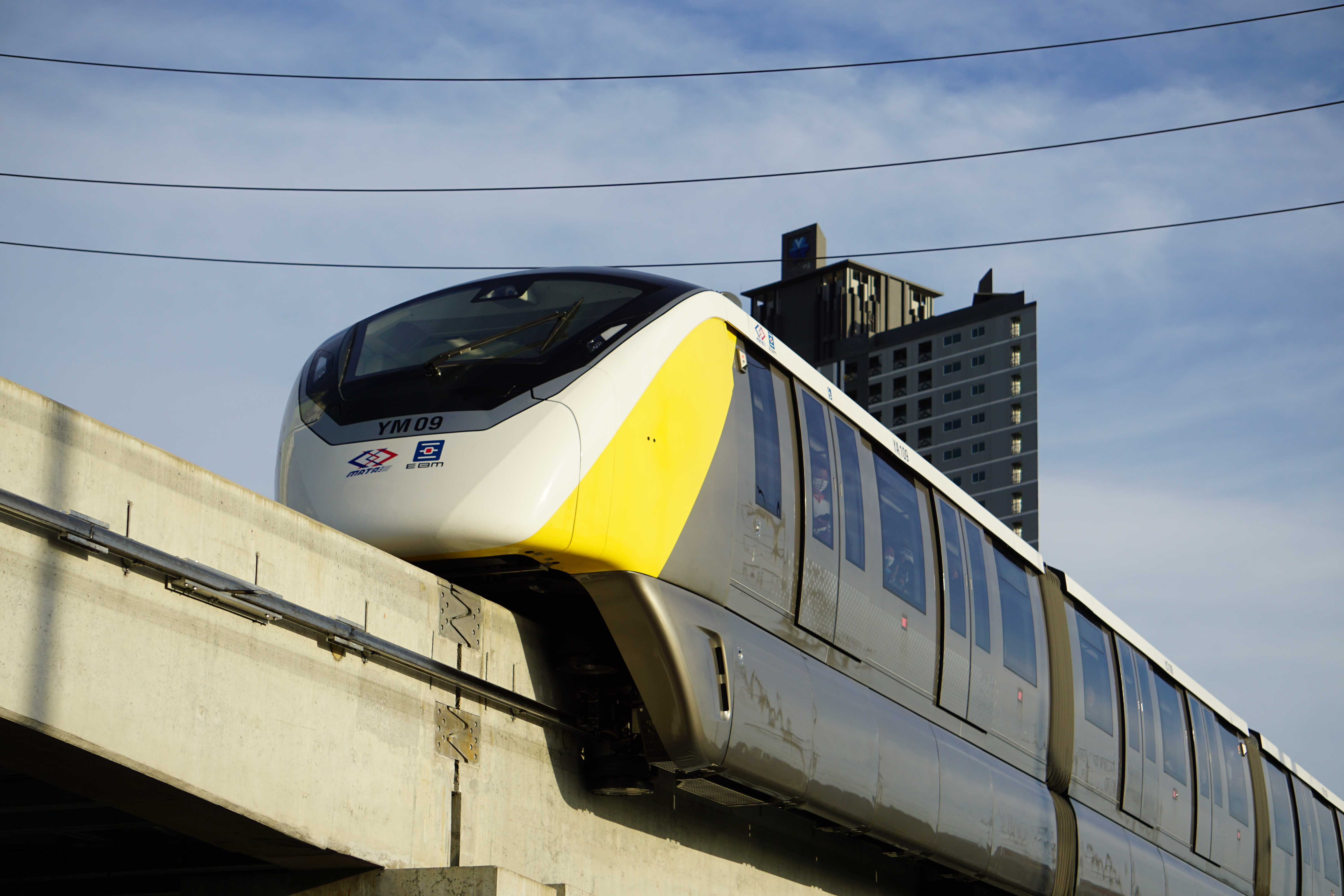
Monorriel elevado de la línea amarilla.

Inaugurada el 3 de julio de 2023, la Línea Amarilla es un monorriel elevado con 23 estaciones en 30,4 km en Bangkok y la provincia de Samut Prakan. Conecta con la Línea Azul, el Airport Rail Link y la línea Sukhumvit del Metro Aéreo.

| Código | Estación           | Nombre oficial | Conexiones                | Distrito            | Provincia    |
| ------ | ------------------ | -------------- | ------------------------- | ------------------- | ------------ |
| YL01   | Lat Phrao          | ลาดพร้าว        | MRT Azul                  | Chatuchak           | Bangkok      |
| YL02   | Phawana            | ภาวนา          |                           | Huai Khwang         | Bangkok      |
| YL03   | Chok Chai 4        | โชคชัย 4        |                           | Wang Thonglang      | Bangkok      |
| YL04   | Lat Phrao 71       | ลาดพร้าว 71     |                           | Wang Thonglang      | Bangkok      |
| YL05   | Lat Phrao 83       | ลาดพร้าว 83     |                           | Wang Thonglang      | Bangkok      |
| YL06   | Mahat Thai         | มหาดไทย        |                           | Wang Thonglang      | Bangkok      |
| YL07   | Lat Phrao 101      | ลาดพร้าว 101    |                           | Bang Kapi           | Bangkok      |
| YL08   | Bang Kapi          | บางกะปิ         | Khlong Saen Saep          | Bang Kapi           | Bangkok      |
| YL09   | Yaek Lam Sali      | แยกลำสาลี       |                           | Bang Kapi           | Bangkok      |
| YL10   | Si Kritha          | ศรีกรีฑา         |                           | Bang Kapi           | Bangkok      |
| YL11   | Hua Mak            | หัวหมาก         | Airport Rail Link Hua Mak | Suan Lang           | Bangkok      |
| YL12   | Kalantan           | กลันตัน          |                           | Suan Lang           | Bangkok      |
| YL13   | Si Nut             | ศรีนุช           |                           | Suan Lang           | Bangkok      |
| YL14   | Srinagarindra 38   | ศรีนครินทร์ 38    |                           | Prawet              | Bangkok      |
| YL15   | Suan Luang Rama IX | สวนหลวง ร.9    |                           | Prawet              | Bangkok      |
| YL16   | Si Udom            | ศรีอุดม          |                           | Prawet              | Bangkok      |
| YL17   | Si Iam             | ศรีเอี่ยม         |                           | Bang Na             | Bangkok      |
| YL18   | Si La Salle        | ศรีลาซาล        |                           | Bang Na             | Bangkok      |
| YL19   | Si Bearing         | ศรีแบริ่ง         |                           | Mueang Samut Prakan | Samut Prakan |
| YL20   | Si Dan             | ศรีด่าน          |                           | Mueang Samut Prakan | Samut Prakan |
| YL21   | Si Thepha          | ศรีเทพา         |                           | Mueang Samut Prakan | Samut Prakan |
| YL22   | Thipphawan         | ทิพวัล           |                           | Mueang Samut Prakan | Samut Prakan |
| YL23   | Samrong            | สำโรง          | BTS Sukhumvit             | Mueang Samut Prakan | Samut Prakan |

### Línea Rosa

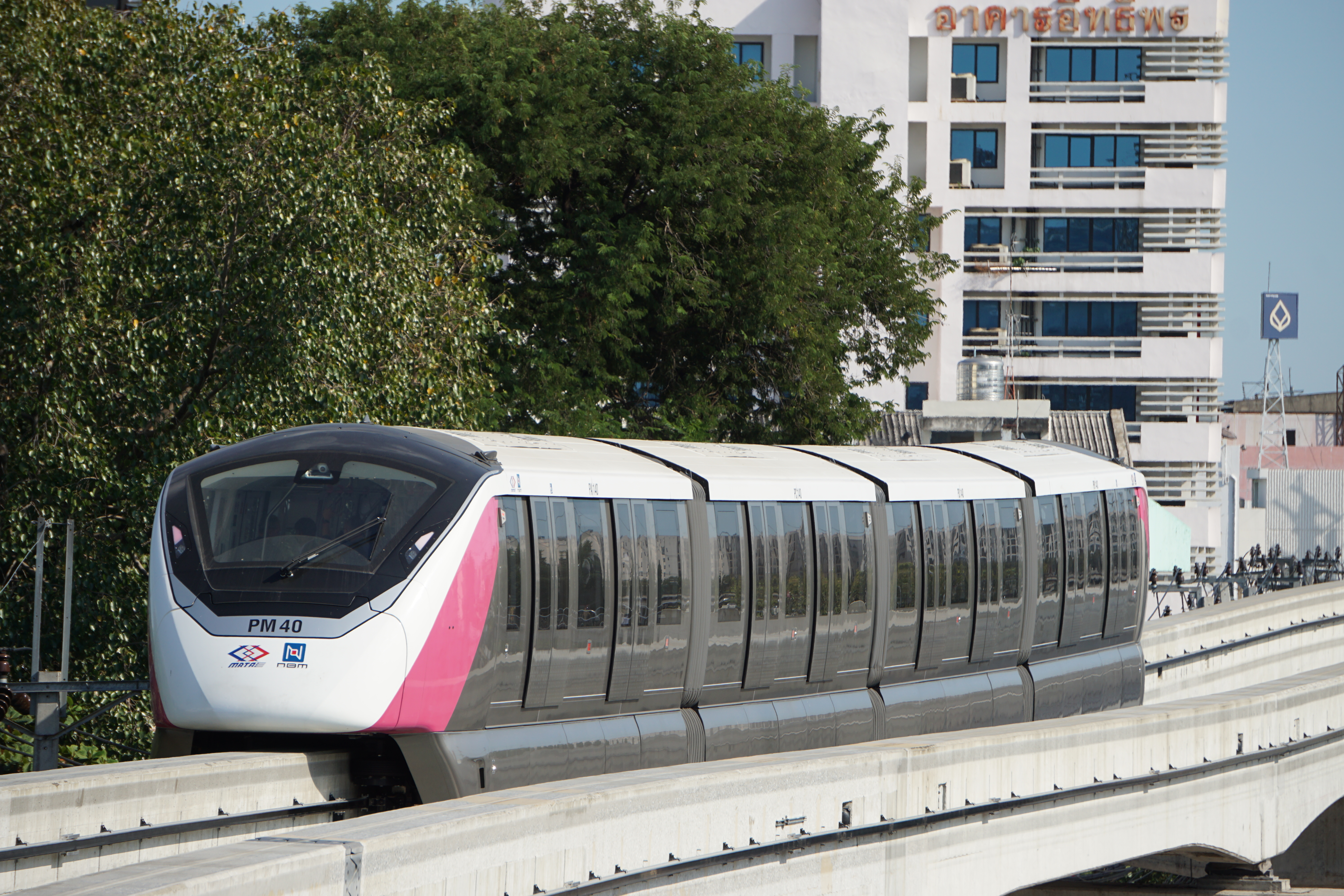
Coche del monorriel elevado de la Línea Rosa, cerca de la estación Lak Si.

Abierta al público el 31 de diciembre de 2023, la Línea Rosa es un monorriel elevado con 30 estaciones en 34,5 km, que sirve a la ciudad de Bangkok y la provincia de Nonthaburi. Tiene conexiones con la Línea Púrpura, con el ferrocarril estatal y con la línea Sukhumvit del Metro Aéreo. En mayo de 2025 se inauguró en período de pruebas la Línea Muang Thong Thani, derivada de la Línea Rosa, un monorrail de 2,8 km con dos estaciones en el distrito Pak Kret (de la provincia de Nonthaburi): Impact Muang Thong Thani (código MT01, que conecta con la estación Muang Thong Thani de la Línea Rosa) y Lake Muang Thong Thani (MT02).

| Código | Estación                      | Nombre oficial        | Conexiones              | Distrito          | Provincia  |
| ------ | ----------------------------- | --------------------- | ----------------------- | ----------------- | ---------- |
| PK01   | Nonthaburi Civic Center       | ศูนย์ราชการนนทบุรี        | MRT Púrpura             | Mueang Nonthaburi | Nonthaburi |
| PK02   | Khae Rai                      | แคราย                 |                         | Mueang Nonthaburi | Nonthaburi |
| PK03   | Sanambin Nam                  | สนามบินน้ำ              |                         | Mueang Nonthaburi | Nonthaburi |
| PK04   | Samakkhi                      | สามัคคี                 |                         | Mueang Nonthaburi | Nonthaburi |
| PK05   | Royal Irrigation Department   | กรมชลประทาน           |                         | Pak Kret          | Nonthaburi |
| PK06   | Yaek Pak Kret                 | แยกปากเกร็ด            |                         | Pak Kret          | Nonthaburi |
| PK07   | Pak Kret Bypass               | เลี่ยงเมืองปากเกร็ด       |                         | Pak Kret          | Nonthaburi |
| PK08   | Chaeng Watthana - Pak Kret 28 | แจ้งวัฒนะ-ปากเกร็ด 28    |                         | Pak Kret          | Nonthaburi |
| PK09   | Si Rat                        | ศรีรัช                  |                         | Pak Kret          | Nonthaburi |
| PK10   | Muang Thong Thani             | เมืองทองธานี            | Línea Muang Thong Thani | Pak Kret          | Nonthaburi |
| PK11   | Chaeng Watthana 14            | แจ้งวัฒนะ 14            |                         | Lak Si            | Bangkok    |
| PK12   | Government Complex            | ศูนย์ราชการเฉลิมพระเกียรติ |                         | Lak Si            | Bangkok    |
| PK13   | National Telecom              | โทรคมนาคมแห่งชาติ       |                         | Lak Si            | Bangkok    |
| PK14   | Lak Si                        | หลักสี่                  | Lak Si                  | Lak Si            | Bangkok    |
| PK15   | Rajabhat Phranakhon           | ราชภัฏพระนคร           |                         | Bang Khen         | Bangkok    |
| PK16   | Wat Phra Sri Mahathat         | วัดพระศรีมหาธาตุ         | BTS Sukhumvit           | Bang Khen         | Bangkok    |
| PK17   | Ram Inthra 3                  | รามอินทรา 3            |                         | Bang Khen         | Bangkok    |
| PK18   | Lat Pla Khao                  | ลาดปลาเค้า             |                         | Bang Khen         | Bangkok    |
| PK19   | Ram Inthra Kor Mor 4          | รามอินทรา ก.ม.4        |                         | Bang Khen         | Bangkok    |
| PK20   | Maiyalap                      | มัยลาภ                 |                         | Bang Khen         | Bangkok    |
| PK21   | Vacharaphol                   | วัชรพล                 |                         | Bang Khen         | Bangkok    |
| PK22   | Ram Inthra Kor Mor 6          | รามอินทรา ก.ม.6        |                         | Khan Na Yao       | Bangkok    |
| PK23   | Khu Bon                       | คู้บอน                  |                         | Khan Na Yao       | Bangkok    |
| PK24   | Ram Inthra Kor Mor 9          | รามอินทรา ก.ม.9        |                         | Khan Na Yao       | Bangkok    |
| PK25   | Outer Ring Road - Ram Inthra  | วงแหวนรามอินทรา        |                         | Khan Na Yao       | Bangkok    |
| PK26   | Nopparat                      | นพรัตน์                 |                         | Khan Na Yao       | Bangkok    |
| PK27   | Bang Chan                     | บางชัน                 |                         | Min Buri          | Bangkok    |
| PK28   | Setthabutbamphen              | เศรษฐบุตรบำเพ็ญ         |                         | Min Buri          | Bangkok    |
| PK29   | Min Buri Market               | ตลาดมีนบุรี              |                         | Min Buri          | Bangkok    |
| PK30   | Min Buri                      | มีนบุรี                  |                         | Min Buri          | Bangkok    |

## Operación

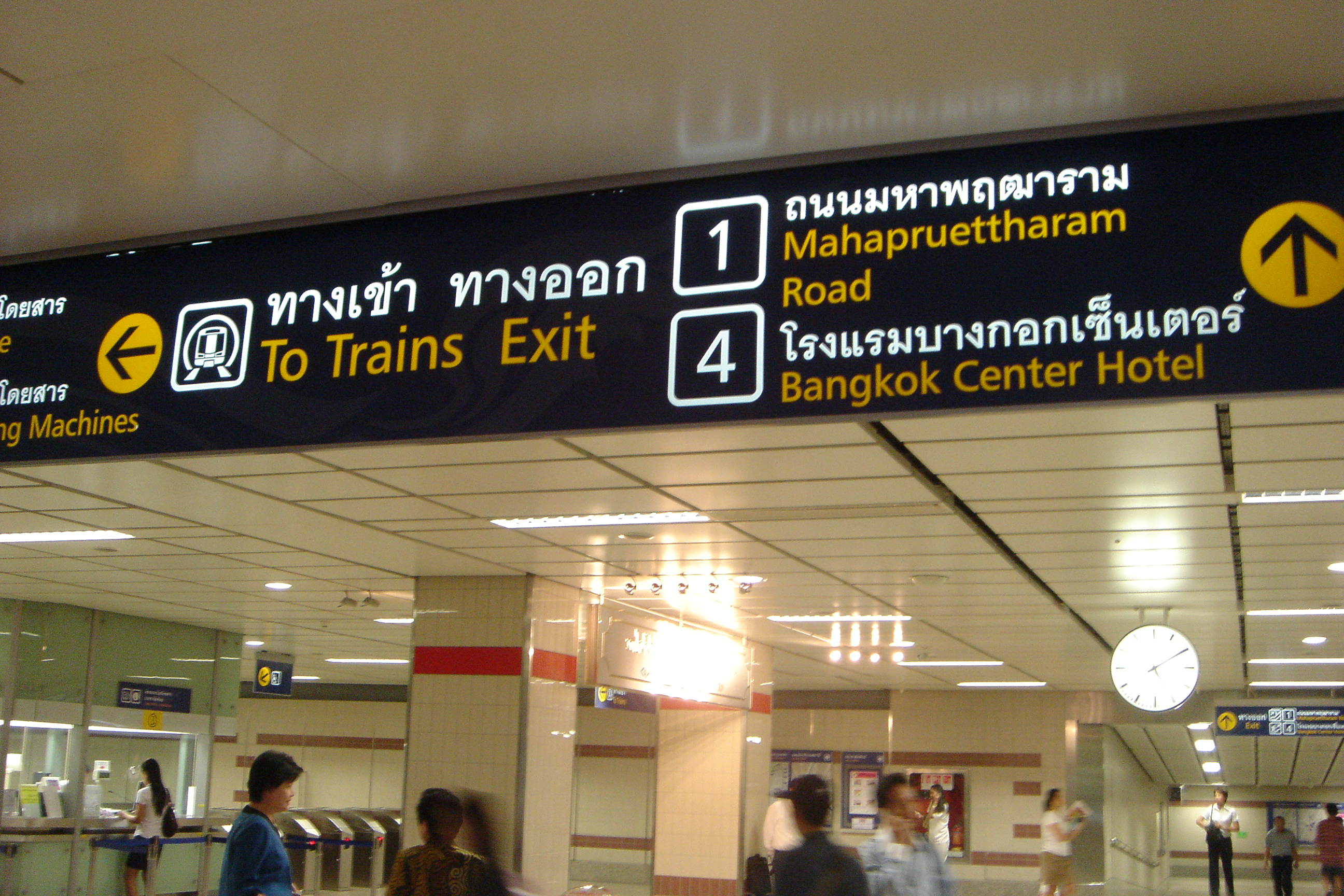
Señalización bilingüe en el metro.

El servicio funciona de 6 de la mañana hasta la medianoche, todos los días. La frecuencia es de menos de cinco minutos entre formaciones durante las horas pico (de 6 a 9 y de 16.30 a 19.30) y de menos de diez minutos fuera de esos períodos.
Funciona con un máximo de 18 formaciones (de tres carros) y una de reserva. Cada formación puede transportar 900 pasajeros, con 42 asientos por carro.
Los depósitos se encuentran en el distrito Huai Khwang, donde se realizan las tareas de mantenimiento, reparación, limpieza y pruebas.
En 2022 transportó unos 265.000 pasajeros diarios, tras alcanzar un máximo de alrededor de 378.000 pasajeros diarios en 2019, antes del descenso que significaron las restricciones por la pandemia de COVID-19. Llegó a transportar en días laborables unos 410.000 pasajeros.

## Boletos
Los billetes sencillos se compran en las taquillas o en máquinas automáticas, que aceptan pagos en efectivo (billetes y monedas), tarjetas de crédito nacionales o internacionales, y tarjetas de débito emitida por algunos bancos tailandeses. Las tarifas varían en función de la cantidad de estaciones a recorrer, y 2025 iban de ฿17 (bahts tailandeses) por un recorrido de una estación a la siguiente, a ฿45 para los trayectos de doce o más estaciones, mientras que el transbordo a la Línea Púrpura tiene un recargo. Los menores de hasta 14 años y ancianos mayores de 65 tienen descuentos en el precio del boleto.
En las boleterías se pueden adquirir tarjetas recargables sin contacto por un valor definido para varios viajes.

## Proyectos de expansión

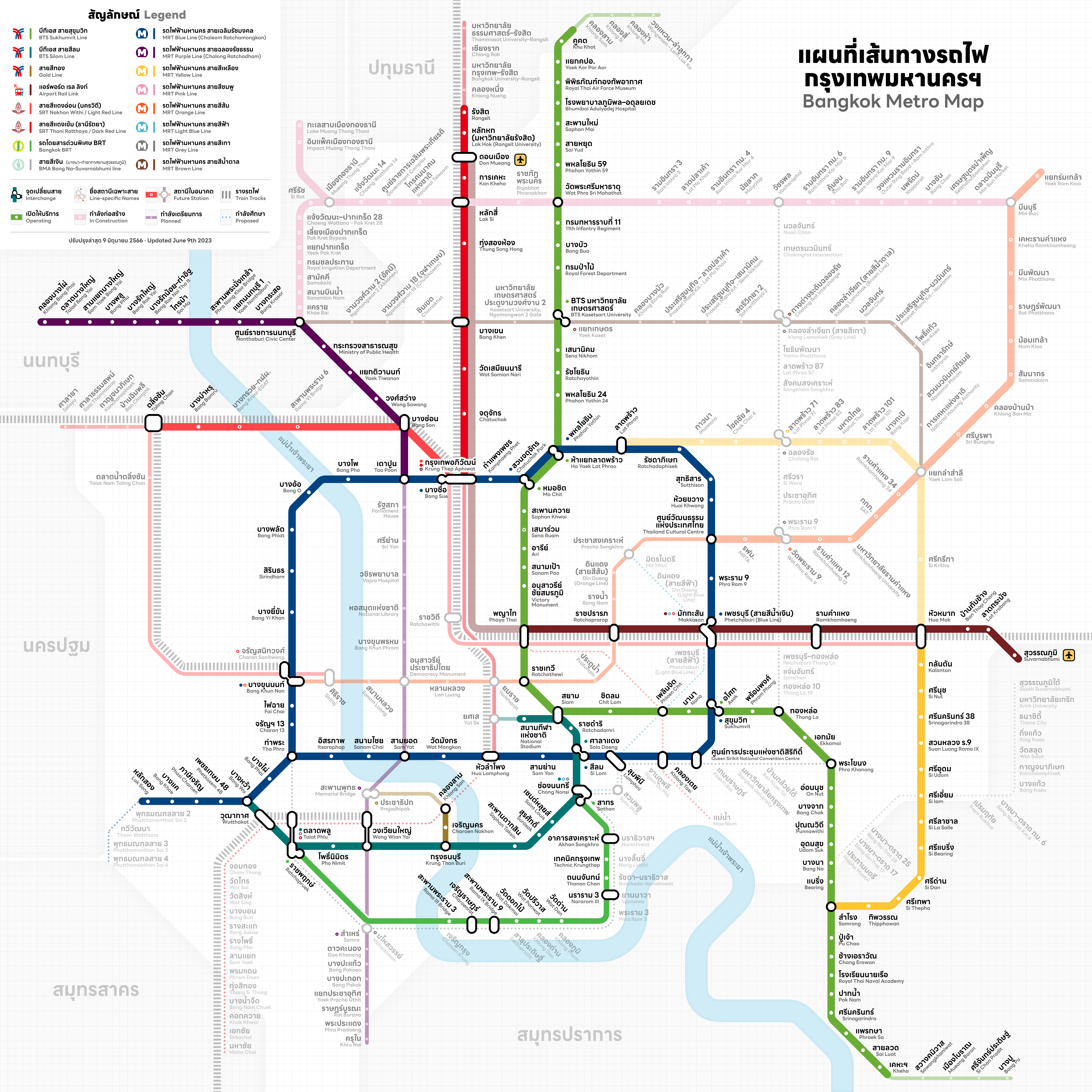
Mapa de las líneas de MRT (Metro), BTS (Metro Aéreo), Airport Link y trenes de Bangkok, con las líneas en construcción y las proyectadas hasta junio de 2023.

### Línea Naranja
El Ministerio de Transporte anunció que en 2028 se pondría en operaciones el primer tramo de la Línea Naranja (la sección este), mientras que el segundo tramo (sección oeste) comenzaría a funcionar en 2030. Serían en total 28 nuevas estaciones en unos 35.9 kilómetros, con 21 estaciones subterráneas y 7 elevadas. La sección este tendría conexión con la Línea Azul (estación Thailand Cultural Centre), la Amarilla (en Yaek Lam Sali) y la Rosa (Min Buri). La sección oeste cruzaría el centro de Bangkok (por el distrito Phra Nakhon) y tendría conexiones con la Línea Azul (estación Bang Khun Non), la Línea Púrpura (estación Democracy Monument, cuando se concrete la extensión planificada), la Línea Sukhumvit del Metro Aéreo (estación Ratchathewi) y el Airport Rail Link (Ratchaprarop) 

### Línea Púrpura
La Línea Púrpura se extendería desde la estación Tao Pon hacia el sur, para cruzar el distrito Phra Nakon en el centro de la ciudad y llegar hasta la provincia de Samut Prakan. En abril de 2025 las obras estaban concluidas en un 53 por ciento, y se esperaba que el nuevo tramo de la línea entre en servicio en 2029.

### Línea Marrón
Se encontraba en proyecto la creación de la Línea Marrón que iría desde el oeste de Bangkok (en la estación Yaek Lam Sali, actualmente de la Línea Amarilla y en un futuro también de la Línea Naranja) hacia el norte de la ciudad, hasta la provincia de Nonthaburi (en la estación Nonthaburi Civic Center, donde confluyen las líneas Púrpura y Rosa). Desde la empresa Mass Rapid Transit Authority of Thailand (MRTA) tenían previsto firmar la licitación en 2025, comenzar las obras en 2026 e inaugurar la línea en 2029.

### Otros proyectos
MRTA tenía previsto construir otras dos estaciones en la Línea Amarilla (desde Lat Phrao), cuatro estaciones en la Línea Azul (de Lak Song hacia el oeste) y la nueva Línea Verde (que llegaría a la provincia de Samut Prakan).